# 4. kongres Komunistické strany Jugoslávie
4. kongres KPJ (Komunistické strany Jugoslávie) se konal v Drážďanech od 6. do 12. listopadu 1928. Vzhledem k tomu, že politický systém královské Jugoslávie byl striktně antikomunistický, konalo se zasedání zcela mimo hranice jihoslovanského státu. 
Hlavní rozprava na sjezdu se týkala řešení problému s jednotlivými znesvářenými frakcemi strany, volbou nového vedení, přípravu na revoluční boj a samozřejmě budoucí uspořádání jugoslávského státu.
Na 4. kongresu strana přijala politiku, ve které se vyjádřila ke království jako k „žaláři národů“ a že jejím cílem je vybudovat socialistické státy víceméně podobné budoucím svazovým republikám v rámci komunistické Jugoslávie. Rozklad státu byl podrobně zdokumentován a naplánován. Jednotný stát byl vnímán jako výsledek vlivné srbské buržoazie; nezávislé Chorvatsko a Slovinsko naopak velmi dobře vyhovovalo řadě separatistických proudů, které již během 20. let minulého století byly v jugoslávské politice běžné. Komunistické vedení tuto myšlenku později pod vlivem událostí druhé světové války odmítlo a začalo prosazovat stát na základech tzv. socialistické federace.